# Ilha dos Negros
A Ilha dos Negros está situada na baía de Babitonga, no litoral sul brasileiro, ao norte do Estado de Santa Catarina.